# Propulsore ionico elettrostatico

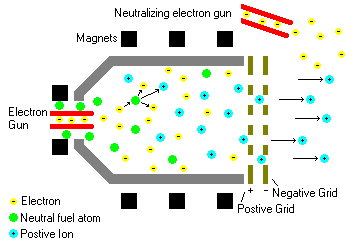
Schema di funzionamento del propulsore elettrostatico

Il propulsore ionico elettrostatico è un modello di propulsore ionico (un tipo di propulsione spaziale altamente efficiente, con poca spinta, funzionante con energia elettrica). Questi modelli usano elettrodi ad alto voltaggio per accelerare gli ioni con forze elettrostatiche. Una variante del duoplasmatron, furono inizialmente sviluppati da Harold R. Kaufman alla NASA nei primi anni sessanta, ma furono raramente usati fino ai tardi anni novanta. La NASA ha prodotto propulsori ionici usabili, in particolare il motore NSTAR che è stato usato con successo sulla sonda Deep Space 1. La Hughes Aircraft Company ha sviluppato lo XIPS (Xenon Ion Propulsion System) per eseguire operazioni di mantenimento orbitale sui satelliti geosincroni. La NASA sta attualmente lavorando su un propulsore ionico elettrostatico di 20-50 kW chiamato HiPEP che avrà un'efficienza, un impulso specifico più elevati e un tempo di vita più lungo dell'NSTAR. La Aerojet ha recentemente completato i test su un prototipo NEXT.

## Funzionamento
1. Gli atomi del propellente vengono iniettati nella camera di propulsione, venendo poi bombardati con elettroni da un cannone elettronico, causando la perdita degli elettroni e l'ionizzazione degli atomi, formando quindi ioni. Le pareti e la griglia del propulsore assorbono gli elettroni perduti.
2. Gli ioni caricati positivamente si muovono verso l'uscita della camera a causa della diffusione, fuoriescono in un involucro di plasma appena sopra la griglia caricata positivamente.
3. Una volta che gli ioni entrano nell'involucro si trovano tra le griglie positive e negative all'uscita della camera, vengono accelerate elettrostaticamente nel verso dalla griglia positiva a quella negativa.
4. La griglia positiva è a un potenziale molto più elevato rispetto a quella negativa, quindi la griglia negativa attira gli ioni positivi. Quando gli ioni si avvicinano alla griglia negativa sono attirati attraverso le aperture della griglia negativa ed escono nello spazio ad alta velocità.
5. Gli ioni espulsi spingono la nave nella direzione opposta in base al terzo principio della dinamica.
6. Degli elettroni vengono sparati attraverso gli ioni da un catodo, chiamato neutralizzatore, per assicurarsi che una quantità uguale di cariche positive e negative venga espulsa. La neutralizzazione è necessaria per evitare che la nave guadagni una carica negativa netta.

## Prestazioni
Le ottiche ioniche sono costantemente bombardate dagli ioni del propellente e si erodono o staccano, riducendo quindi l'efficienza e la durata del motore. I motori ionici devono durare efficientemente e continuamente per anni. Sono state usate diverse tecniche per ridurre l'erosione: la più usata è stata quella di cambiare il propellente. Gli atomi di mercurio o di cesio sono stati usati come propellenti nei test degli anni sessanta e settanta, ma questi propellenti aderivano alle griglie erodendole. Gli atomi di xeno d'altra parte sono molto meno erosivi e divennero il propellente scelto da virtualmente tutti i tipi di propulsore ionico. La NASA ha dimostrato il funzionamento continuo dei motori NSTAR per oltre 16 000 ore (1,8 anni), e stanno continuando i test per raddoppiare questa durata. I propulsori ionici elettrostatici hanno anche ottenuto un impulso specifico di 30-100 kN·s/kg, migliore della maggior parte degli altri tipi di propulsore ionico. Tali propulsori hanno accelerato gli ioni a velocità che raggiungono i 100 km/s
Nel gennaio del 2006 l'Agenzia Spaziale Europea, assieme all'Università Nazionale Australiana, ha annunciato il successo dei test di un motore ionico elettrostatico migliorato che mostrava velocità dei gas di scarico di 210 km/s, quattro volte di più rispetto a quanto ottenuto in precedenza, permettendo un impulso specifico quattro volte più elevato. I propulsori ionici elettrostatici convenzionali hanno soltanto due griglie, una ad alto voltaggio e l'altra a basso voltaggio, che eseguono entrambe le funzioni di accelerazione ed estrazione degli ioni. Tuttavia quando il differenziale di carica tra le griglie raggiunge circa i 5 kV, alcune delle particelle estratte dalla camera collidono con la griglia a basso voltaggio, erodendola e compromettendo la longevità del motore. Questa limitazione viene bypassata con successo usando due paia di griglie. La prima coppia opera ad alto voltaggio, con una differenza di potenziale tra le griglie di circa 3 kV; questa griglia è responsabile dell'estrazione delle particelle cariche del propellente dalla camera del gas. La seconda coppia, funzionante a basso voltaggio, fornisce il campo elettrico che accelera le particelle in uscita, generando la spinta. Altri vantaggi del nuovo motore includono un design più compatto, permettendogli di essere ingrandito per avere spinte più elevate e di avere un pennacchio di scarico più sottile e meno divergente di 3 gradi, cinque volte più sottile di quello precedentemente ottenuto. Questo riduce la quantità di propellente richiesto per l'orientamento del veicolo a causa delle piccole imprecisioni nella direzione del vettore di spinta.

## Varianti
La variabile principale nei propulsori ionici elettrostatici è il metodo di ionizzazione degli atomi del carburante. Sono in corso di sviluppo nuove tecniche come l'uso di microonde per riscaldare gli atomi del carburante fino ad ottenere un plasma (quindi ionizzandoli); il vantaggio di questa tecnica è l'assenza del catodo che non si rompe o erode, aumentando la durata del propulsore.
Altri modelli di propulsore ionico sono stati sviluppati nello sforzo di circoscrivere i problemi dei propulsori elettrostatici. L'attenzione principale è sulla griglia, siccome la sua rottura è un fattore limitante maggiore nella durata del motore.